# Coredo
Coredo (Còret in noneso) era anticamente un comune nella provincia autonoma di Trento in Trentino-Alto Adige, ma ora è una frazione del comune di Predaia, situato nella stessa provincia e regione.
Fino al 31 dicembre 2014 ha costituito, assieme alla frazione di Tavon, un comune autonomo, che al momento della sua soppressione contava 1 630 abitanti. Il comune confinava con i comuni di Cortaccia sulla Strada del Vino (BZ), Don, Romeno, Sanzeno, Sfruz, Smarano, Taio, Termeno sulla Strada del Vino (BZ) e Tres.

## Origini del nome

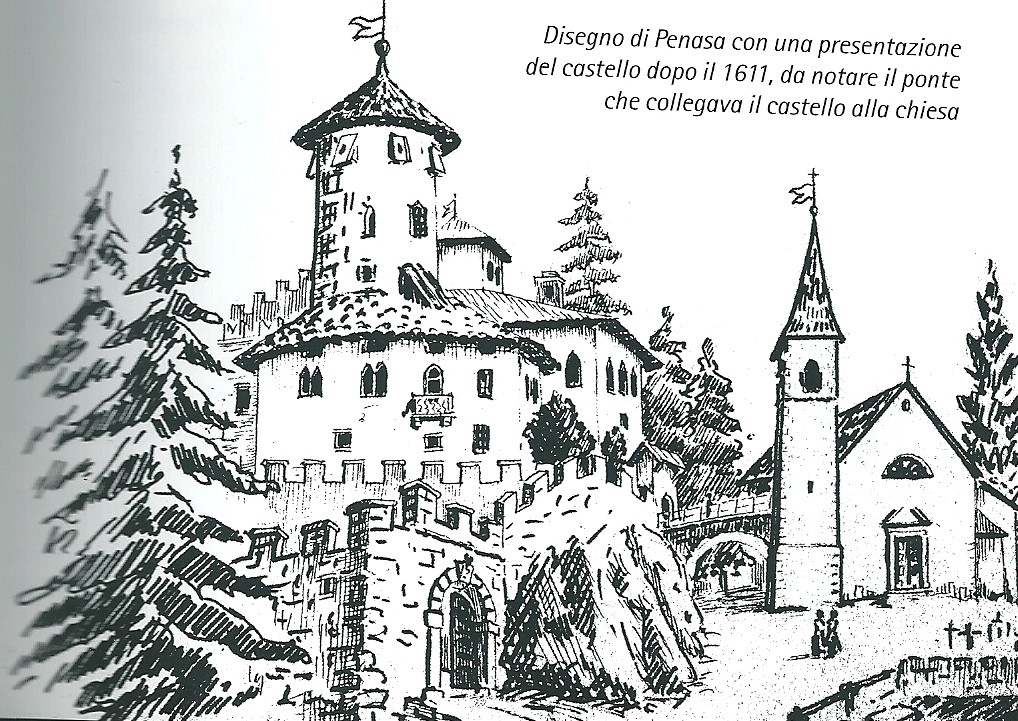
schizzo del castel coredo (uno dei due castelli presenti nel territorio) nel 1611

Coredo prende il nome dal termine latino coryletum, che significa "bosco di noccioli". In passato, l'altopiano su cui successivamente è sorto il paese era ricoperto da numerosi alberi di nocciolo, che caratterizzavano il paesaggio e l'ambiente naturale della zona.

## Storia

### Simboli

Vecchio stemma comunale

Lo stemma e il gonfalone sono stati concessi con DPR del 17 dicembre 1953.
Il gonfalone in uso era un drappo troncato di giallo e di azzurro anche se nel bozzetto allegato al decreto di concessione è rappresentato partito di azzurro e di giallo.

## Monumenti e luoghi d'interesse

### Architetture religiose
- Chiesa del Ritrovamento della santa Croce (Nuova) [12]
- Chiesa del Ritrovamento della Croce (Vecchia-del cimitero);
- Chiesetta di Vaiaren (dedicata alla Madonna Addolorata);
- Santuario di San Romedio;

### Architetture civili
- Palazzo Nero (precedentemente denominato Palazzo Assessorile ca. 1460);

### Architetture militari
- Castel Coredo (XII secolo);
- Castel Bragher (XIII secolo);

## Società

### Evoluzione demografica
Abitanti censiti

### Ripartizione linguistica
Nel censimento del 2001, 333 abitanti del comune si sono dichiarati "ladini".

## Economia

### Artigianato
Per quanto riguarda l'artigianato, è importante la produzione di mobili e di oggetti in legno, impreziositi da pregevoli decorazioni artistiche raffiguranti temi tipici locali.

## Amministrazione
| Periodo          | Periodo          | Primo cittadino | Partito      | Carica               | Note   |
| ---------------- | ---------------- | --------------- | ------------ | -------------------- | ------ |
| 9 maggio 2005    | 16 luglio 2012   | Maurizio Scoz   | Lista civica | Sindaco              | [ 16 ] |
| 17 luglio 2012   | 18 novembre 2012 | Paolo Forno     | Lista civica | Vicesindaco reggente |        |
| 19 novembre 2012 | 31 dicembre 2014 | Paolo Forno     | Lista civica | Sindaco              |        |

### Altre informazioni amministrative
La circoscrizione territoriale ha subito le seguenti modifiche: nel 1928 aggregazione di territori dei soppressi comuni di Sfruz, Smarano e Tavon; nel 1952 distacco di territori per la ricostituzione dei comuni di Sfruz (Censimento 1951: pop. res. 381) e Smarano (Censimento 1951: pop. res. 386).
Il 1º gennaio 2015 il comune di Coredo venne soppresso e aggregato al neocostituito comune di Predaia.